# Giovanni Marghinotti
Giovanni Marghinotti (Cagliari, 7 gennaio 1798 – Cagliari, 20 gennaio 1865) è stato un pittore italiano.

## Biografia
Maggiore pittore sardo dell'Ottocento, Giovanni Marghinotti nacque a Cagliari nel 1798. La sua formazione artistica si svolse a Roma. Le sue opere fondono il gusto neoclassico-purista a quello romantico; esemplari dell'arte del Marghinotti sono i vari ritratti di Carlo Felice custoditi nei palazzi Cagliaritani, in particolare Carlo Felice munifico protettore delle belle arti. 
Fu accolto e stimato anche al di fuori dell'isola; ritrasse principi e re sabaudi e fu docente presso l'Accademia Albertina di Torino nel 1847.
Numerose anche le opere a carattere sacro, presenti in varie chiese della Sardegna: tra le più significative vanno certamente ricordati il “Redentore tra gli Angeli”, custodito nella Collegiata di Sant’Anna a Cagliari, e la “Madonna Immacolata”, custodita nella Cappella Maggiore del Seminario Arcivescovile di Cagliari.

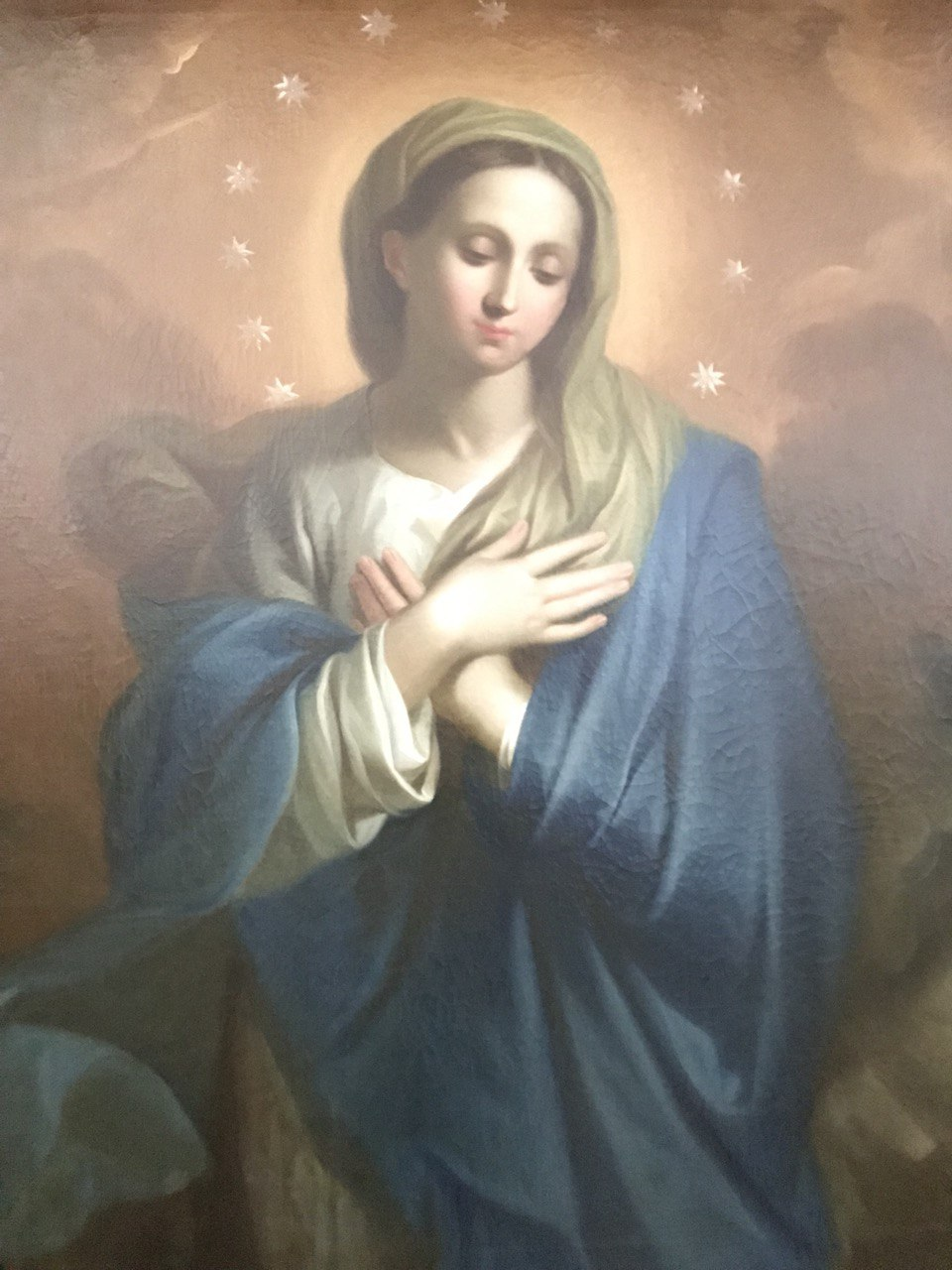
Madonna Immacolata, 1835-1840

È sepolto a Cagliari nel cimitero monumentale di Bonaria, in una tomba ornata da una stele neoclassica.